# Њу Бостон (Тексас)
Њу Бостон (енгл. New Boston) град је у америчкој савезној држави Тексас. По попису становништва из 2010. у њему је живело 4.550 становника.

## Демографија
Према попису становништва из 2010. у граду је живело 4.550 становника, што је 258 (5,4%) становника мање него 2000. године.
| Група             | 2000.         | 2010.         |
| Белци             | 3.783 (78,7%) | 3.352 (73,7%) |
| Афроамериканци    | 848 (17,6%)   | 844 (18,5%)   |
| Азијати           | 13 (0,3%)     | 21 (0,5%)     |
| Хиспаноамериканци | 70 (1,5%)     | 204 (4,5%)    |
| Укупно            | 4.808         | 4.550         |